# Tipula (Eumicrotipula) delectata
Tipula (Eumicrotipula) delectata is een tweevleugelige uit de familie langpootmuggen (Tipulidae). De soort komt voor in het Neotropisch gebied.